# Cristina Branco (handball)
Pour les articles homonymes, voir Cristina Branco (homonymie) et Branco.
Cristina Direito Branco, née le 15 mars 1985 à Luanda est une joueuse internationale angolaise de handball.

## Biographie
Avec l'équipe d'Angola, elle participe aux Championnats du monde de 2009, de 2011, 2013, 2015 et 2017, avec pour meilleur résultat une 8e place en 2011.
Elle dispute aussi les Jeux olympiques d'été de 2012, terminant à la 10e place puis ceux de 2016 avec une 8e place. Elle est le porte-drapeau de la délégation angolaise lors de la cérémonie de clôture des Jeux olympiques de 2016.

## Palmarès

### En équipe nationale
Jeux olympiques
- 10e place aux Jeux olympiques 2012
- 8e place aux Jeux olympiques 2016

Championnats du monde
- 16e place au Championnat du monde 2005 en Russie
- 11e place au Championnat du monde 2009 en Chine
- 16e place au Championnat du monde 2013 en Serbie
- 16e place au Championnat du monde 2015 au Danemark
- 19e place au Championnat du monde 2017 en Allemagne

Championnats d'Afrique 
- Médaille d'or au Championnat d'Afrique 2012
- Médaille d'or aux Jeux africains 2015.